# Farmer Al Falfa Sees New York
Farmer Al Falfa Sees New York er en amerikansk stumfilm fra 1916 af Paul Terry.